# Clan Abe
El Clan Abe (安倍氏 Abe-shi?) fue uno de los más grandes y antiguos clanes de Japón, que conservó su importancia durante el Período Sengoku y el Período Edo. Sobre el origen del clan, se dice que es uno de los clanes de los yamatenses; ellos realmente adquirieron preminencia en el período Heian (794-1185), y experimentaron un resurgimiento en el siglo XVIII en la región de Tōhoku, donde participaron en las Guerras Zenkunen desde 1051 hasta 1062, en el noreste de Japón, donde el clan se rebeló contra los gobernantes de las provincias de Mutsu y de Dewa. Estos gobernantes enviaron a Minamoto no Yoriyoshi junto a un gran ejército al noreste de Japón para reprimir la rebelión. Los ejércitos del Clan Abe fueron derrotados por Minamoto en 1062. Abe es actualmente un apellido japonés muy común, no necesariamente descendientes de este clan. 

## Miembros notables
- Abe no Hirafu (c. 575-664), también llamado Abe no Ōmi.
- Abe no Yoritoki (d. 1057)
- Abe no Sadato (1019-62)
- Abe Masatsugu (1569-1647)
- Abe Tadaaki
- Abe Masahiro